# John Crombez
John Ferdinand Alfons Crombez (Oostende, 19 september 1973) is een Belgische doctor in de economische wetenschappen en politicus voor Vooruit. In de regering-Di Rupo (2011-2014) was hij staatssecretaris voor Fraudebestrijding.

## Levensloop
John Crombez studeerde in 1996 af als licentiaat in de economie aan de Rijksuniversiteit Gent (RUG) en master in de statistiek aan de Universiteit van Neuchâtel. In 2001 behaalde hij een doctoraat in de economische wetenschappen aan de RUG. Van 1996 tot 2003 was hij wetenschappelijk medewerker van de vakgroep Economie aan de Universiteit van Gent. In 2001 werd hij gastdocent aan de Hogeschool Gent.
Crombez' politieke carrière begon tijdens zijn studie. Hij was zijn licentiaatsthesis over fraudebestrijding begonnen. Na afloop van een politiek debat sprak hij met SP-politicus Freddy Willockx, die interesse toonde in het thesisonderwerp van Crombez. Toenmalig SP-voorzitter Frank Vandenbroucke stuurde hem kort erna een uitnodiging voor een vergadering over fraudebestrijding. Na zijn studie economie begon Crombez achter de schermen te werken voor de partij. Hij combineerde dat met zijn verdere studie in de statistiek en zijn doctoraalstudie. In 2002 werd hij door de partij aangesteld als econoom in het Kringloopfonds. Het jaar erna werd hij kabinetsmedewerker van sp.a-vicepremier Johan Vande Lanotte en in 2005 werd hij diens kabinetschef. Later dat jaar werd hij de kabinetschef van Freya Van den Bossche, wat hij bleef tot in 2007. Daarna was hij van 2007 tot 2008 fractiesecretaris van de sp.a in de Kamer van volksvertegenwoordigers en de Senaat.
Tijdens zijn kabinetschefsperiode ging Crombez in Deinze wonen en was er van 2006 tot 2008 lokaal voorzitter van de sp.a. Bij de gemeenteraadsverkiezingen in 2006 was hij lijstduwer op de kartellijst met SamenvoorDeinze, maar hij werd niet verkozen. In 2008 keerde hij met oog op de Vlaamse verkiezingen van juni 2009 terug naar West-Vlaanderen.
Voor de Vlaamse verkiezingen van 7 juni 2009 voerde hij als politieke nieuwkomer de West-Vlaamse lijst aan en behaalde 4246 voorkeurstemmen. Hij werd verkozen als Vlaams Parlementslid en tussen juli 2009 en juli 2010 door het Vlaams Parlement aangewezen als gemeenschapssenator. In het Vlaams Parlement zetelde Crombez in de commissies Welzijn, Volksgezondheid, Gezin en Armoedebeleid en Landbouw, Visserij en Plattelandsbeleid en was hij van 2009 tot 2010 ondervoorzitter van de commissie Algemeen Beleid, Financiën en Begroting. Van begin juli 2010 tot begin december 2011 zat hij de sp.a-fractie in het Vlaams Parlement voor. Tijdens zijn periode in de Senaat was hij lid van de commissie Financiën en Economische Aangelegenheden.
In de regering-Di Rupo was Crombez van december 2011 tot september 2014 staatssecretaris voor de Bestrijding van de sociale en fiscale fraude. Op 11 mei 2012 werd op zijn voorstel het "Actieplan van het College voor de Strijd tegen Sociale en Fiscale Fraude" goedgekeurd door de regering. Dit actieplan fraudebestrijding 2012-2013 omvatte een honderdtal pagina's en beschreef een honderdtal actiepunten. Het werd opgemaakt op basis van suggesties van de leden van het College voor de Strijd tegen de Fiscale en Sociale Fraude. Dit comité werd samengesteld uit leden van de regering, de magistratuur en verschillende administraties.
Bij de gemeenteraadsverkiezingen in 2012 ondersteunde Crombez de sp.a-lijst in Oostende vanop de op een na laatste plaats. Hij werd verkozen en ging begin 2013 in de Oostendse gemeenteraad zetelen.
Bij de Vlaamse verkiezingen van 25 mei 2014 trok Crombez de West-Vlaamse sp.a-lijst en werd hij opnieuw verkozen tot Vlaams Parlementslid. Eind september 2014 werd hij opnieuw aangeduid als fractieleider.
In het najaar van 2014 werd hij docent publieke financiën aan de UHasselt. Ook was hij van 2008 tot 2010 voorzitter van voetbalclub VG Oostende en van 2010 tot 2015 voorzitter van de West-Vlaamse sp.a-afdeling.
Midden juni 2015 werd John Crombez verkozen als voorzitter van de sp.a. Hierdoor besloot hij te stoppen als Vlaams volksvertegenwoordiger. Als Vlaams Parlementslid werd hij opgevolgd door Steve Vandenberghe en als fractieleider door Joris Vandenbroucke.
Bij de verkiezingen van mei 2019 voerde John Crombez de West-Vlaamse Kamerlijst voor sp.a aan. Hij werd verkozen in de Kamer van volksvertegenwoordigers met 55.678 voorkeurstemmen en zetelde tot in juli 2020. Bij deze verkiezingen had sp.a een zware nederlaag geleden en bij de voorzittersverkiezingen van november 2019 stelde Crombez zich dan ook niet meer kandidaat.
In juli 2020 werd Crombez aangesteld om vanaf september dat jaar aan het UZ Gent als onderzoeker gezondheidseconomie een project te leiden in verband met de toekomst van de Belgische gezondheidszorg en sociale zekerheid. Hij verliet hierdoor de nationale politiek, maar bleef wel aan als gemeenteraadslid van Oostende.
In februari 2023 werd hij voorgedragen als Oostends lijsttrekker van Vooruit (opvolger van sp.a) voor de gemeenteraadsverkiezingen van oktober 2024. De partij werd met 38,7 procent van de stemmen ruim de grootste en vormde een coalitie met N-VA. In december 2024 legde hij de eed af als burgemeester van de stad.
- Gemeinsame Normdatei: 105080693X
- International Standard Name Identifier: 0000 0003 8731 301X
- Library of Congress Control Number: n2018026157
- Nederlandse Thesaurus van Auteursnamen: 336981236
- Virtual International Authority File: 280238576
- WorldCat: E39PBJy8yWkWvW8hMcJhGwb8G3